# Бандурко, Александр Иванович
Александр Иванович Бандурко (род. 13 февраля 1947, Антрацит, Луганская область) — украинский футбольный функционер. Первый вице-президент Федерации футбола Украины. Заслуженный работник физической культуры и спорта Украины (2004). Орден «За заслуги» III степени (2006).

## Биография
Отец шофёр (провел за рулем 45 лет), мама воспитывала четырёх детей.
В 1970 году окончил Луганский педагогический институт им. Т. Г. Шевченко по специальности «учитель физического воспитания». В 1989 году окончил Национальную академию внутренних дел Украины.
Работал на комсомольской работе и в спортивных организациях. С 1982 года занимал должность заместителя Киевского городского совета «Динамо». Курировал женскую баскетбольную команду «Динамо». Полковник внутренних дел в отставке.
Со дня основания ПФЛ Украины (1996 год) и до избрания первым вице-президентом ФФУ (в 2000) работал в должности генерального директора ПФЛ.
Член Исполкома и Президиума ФФУ. Член Комитета программ помощи и Комиссии административных экспертов УЕФА.
Женат. Имеет двух дочерей.